# 王宮の夜鬼
『王宮の夜鬼』（おうきゅうのやき、原題：창궐（猖獗）、英語題：Rampant）は、2018年の韓国映画。10月25日に4大陸19か国同時公開された。主演はヒョンビン、チャン・ドンゴン。監督はキム・ソンフン。予算は170億ウォン。提供・配給：NEW、制作：リヤンフィルム、映画社イチャン。

## ストーリー
咬まれると白目になり牙が生え、人の生き血を求める“夜鬼”へと豹変する謎の感染爆発が蔓延する朝鮮時代。存亡の危機に陥った朝鮮に帰還した王子イ・チョン（ヒョンビン）は、至る所に蔓延る夜鬼の群れと戦う朝鮮随一の武官 パク従事官らと出会い、成り行きで彼らと行動を共にすることになる。一方、国を掌握しようと企む国王の側近である悪人キム・ジャジュン（チャン・ドンゴン）は、国家転覆を謀り、夜鬼を利用して最終手段に打って出る。

## キャスト
括弧内は吹き替えキャスト
- イ・チョン：ヒョンビン（桐本拓哉） - 清から絶体絶命の朝鮮に帰還した王子。
- キム・ジャジュン：チャン・ドンゴン（宮内敦士） - 朝鮮王朝の王座を狙う側近。
- パク従事官：チョ・ウジン（藤井隼）
- ハクス：チョン・マンシク（大西健晴）
- トッキ：イ・ソンビン（石井未紗）
- イ・ジョ：キム・ウィソン（谷仲恵輔）
- 後宮チョ氏：ソ・ジヘ - 女官。王の愛人。

## 興行成績
- 韓国国内累積観客数：1,599,290名（韓国映画協会調べ）
- 集計期間：2018年10月10日ー2020年3月28日

## 撮影スケジュール
- 2017年8月23日　台本読み合わせ会
- 2017年9月1日　クランクイン
- 2018年2月13日　クランクアップ
- 2018年9月28日　制作報告会＠ソウル狎鴎亭CGV[1]

## 舞台挨拶
- 2018/10/30　グローバルジャンケット in シンガポール（キム・ソンフン監督、チャン・ドンゴン、ヒョンビン）[2]
  - 記者会見：ザ・フラートンホテル・シンガポール
  - レッドカーペットイベント：サンテックシティーモール（観客：約2,500）

## エピソード
- キム・ソンフン監督とヒョンビンとは2017年の『コンフィデンシャル/共助』に続いての共同作業となった。
- ヒョンビンがこの作品の出演を決めた理由は「朝鮮時代という背景とイ・チョンというキャラクターが気に入った。これまでの作品で見せた姿ではない、新しいアクションを披露できると思って出演を決定した」から。『共助』を終えた後に選択した。僕は視聴者や観客に、常に新しい姿を披露したいと思っている。メッセージも重要だが、面白い作品を披露したい」(2018/12/20「K Style」)
- 韓国の2大トップ俳優、ヒョンビンとチャンドンゴンの共演について、ヒョンビンは以下の通り語っている。「チャン・ドンゴン先輩に、僕から一緒に出演しようと説得したわけではなかった。キム・ソンフン監督が、チャン・ドンゴン先輩と映画を撮りたがっていた。監督がこの本をチャン・ドンゴン先輩にどう渡せばいいか悩んでいて、僕に『渡してくれ』と言った（笑）しかし、僕もやはり悩んだ。（映画のヒットは予想できないので）もしうまくいかなかった場合、（先輩のキャリアに）響いてしまうかもしれないと思い、僕は介入しないつもりだった」「のちのち、監督がチャン・ドンゴン先輩にシナリオを渡して、僕に彼の反応を聞いたが、『僕は知らない。何も聞いていない』と答えた（笑）『僕もチャン・ドンゴン先輩と共演したかったけれど、自分は気に入らないのに、もし僕との親交のために選択したとしてら、得にならないと思って慎重になった。不思議にも、共演しようという話をきちんとできなかった」（2018/12/20「K Style」)[3]
- チャン・ドンゴンは2018/9/25の制作報告会で「私がこの作品を選択した重要な理由の一つがヒョンビンと共演できることだった。作品以外はほぼすべてを一緒にした。今回、初めて共演し、良い機会になったようだ」と述べた。[4]
- 長剣アクションからスタントなしのアクション、ワイヤーアクション、乗馬アクションなど多彩なアクションシーンのある映画である。

## その他
- 韓国では2018/9の秋夕に公開した『ザ・ネゴシエーション』から1カ月を空けて公開された。
- 日本では2019/9/20劇場公開。2020/2/5 Blu-Ray＆DVD発売。
- キム・ソンフン監督とは映画『ザ・ネゴシエーション』（2018年）に引き続きタッグを組んだ。[5]